# Hulodes saturnioides
Hulodes saturnioides là một loài bướm đêm thuộc họ Erebidae. Nó được tìm thấy ở Ấn Độ.